# 18. ročník People's Choice Awards
18. ročník People's Choice Awards se konal 17. března 1992 ve studiích Universal Studios v Hollywoodu. Moderátor večera byl Kenny Rogers. Ceremoniál vysílala stanice CBS.
Aaron Spelling získal speciální ocenění za jeho veškerou práci v televizním průmyslu.

## Vítězové
Tučně jsou označeni vítězové.

### Film
| Nejlepší film                   | Nejlepší filmové drama             |
| ------------------------------- | ---------------------------------- |
| Terminátor 2: Den zúčtování     | Mlčení jehňátek                    |
| Nejoblíbenější filmová komedie  | Nejoblíbenější herec: komedie      |
| Dobrodruzi z velkoměsta         | Steve Martin, Příběh z Los Angeles |
| Nejoblíbenější herečka: komedie | Nejoblíbenější herec: drama        |
| Julia Roberts, Hook             | Kevin Costner, JFK                 |
| Nejoblíbenější herečka: drama   |                                    |
| Julia Roberts, Zemřít mladý     |                                    |

### Televize
| Nejoblíbenější televizní komedie            | Nejoblíbenější televizní drama                |
| ------------------------------------------- | --------------------------------------------- |
| Cosby Show                                  | Právo v Los Angeles                           |
| Nejoblíbenější nový televizní seriál: drama | Nejoblíbenější nový televizní seriál: komedie |
| Mírová bojiště                              | Kutil Tim                                     |
| Nejoblíbenější televizní herec              | Nejoblíbenější televizní herečka              |
| Bill Cosby, Cosby Show                      | Candice Bergen, Murphy Brown                  |
| Nejoblíbenější televizní herec: nový seriál | Nejoblíbenější televizní herečka: nový seriál |
| Tim Allen, Kutil Tim                        | Suzanne Somersová, Krok za krokem             |
| Nejoblíbenější herečka: telenovela          | Nejoblíbenější herec: telenovela              |
| Susan Lucci                                 | Eric Braeden                                  |
| Nejoblíbenější seriál pro mladé lidi        |                                               |
| Beverly Hills 90210                         |                                               |

### Hudba
| Nejoblíbenější zpěvačka | Nejoblíbenější zpěvák |
| ----------------------- | --------------------- |
| Reba McEntire           | Garth Brooks          |